# Fernprüfung (Hochschullehre)
Eine Fernprüfung ist eine Prüfung, die in elektronischer Form durchgeführt wird, ohne die Verpflichtung, persönlich in einem vorgegebenen Prüfungsraum (Präsenzprüfung) anwesend sein zu müssen. Der Ort der Prüfung kann also von den Geprüften frei gewählt werden. Die Fernprüfung wird jedoch synchron durchgeführt, also von allen zu Prüfenden gleichzeitig bearbeitet. Das Verfassen von Seminar- oder Abschlussarbeiten fällt also nicht unter den Begriff der Fernprüfung. Fernprüfungen an Hochschulen wurden insbesondere während der COVID-19-Pandemie eingesetzt und hinsichtlich technischer sowie juristischer Rahmenbedingungen weiterentwickelt.

## Prüfungsarten und deren technische Durchführung
Zu Prüfungsarten, die als Fernprüfung durchgeführt werden können, zählen:
- Mündliche Prüfung, für die Videokonferenzen zwischen Prüfenden, Prüflingen und gegebenenfalls Protokollführenden genutzt werden. Werden im Rahmen der mündlichen Prüfung handschriftliche Skizzen angefertigt, so können diese mittels Kamera oder Bildschirmfreigabe geteilt werden.
- Schriftliche Prüfung (Klausur), bei der verschiedene Aufgabenstellungen entweder auf Papier oder mittels Webbrowser in einer elektronischen Lernplattform bearbeitet werden. Es könnten auch andere digitale Artefakte erstellt werden, die mit speziellen Onlinediensten an die Prüfenden übermittelt (abgegeben) werden können.
- Praktische Prüfung, bei der eine praktische Leistung erbracht wird. Der Begriff der praktischen Prüfung ist derzeit weder juristisch noch fachlich klar definiert.

Die bei Fernprüfungen von den zu Prüfenden erstellten Prüfungsartefakte werden am Computer in digitaler Form erstellt bzw. in Formulare eingetragen und elektronisch erfasst. Alternativ können Lösungen händisch auf Papier geschrieben, anschließend eingescannt und mittels elektronischer Kommunikation an die Prüfenden übermittelt werden.

## Aufsicht und Täuschungsversuche
Die Aufsicht bei Fernprüfungen kann als Videoaufsicht mittels Videokonferenz durchgeführt werden. Da hiermit in das Persönlichkeitsrecht und den Schutz der Privatsphäre der Studierenden eingegriffen werden kann, sind die jeweils gültigen rechtlichen Rahmenbedingungen zu beachten. Bei als Fernprüfungen durchgeführten Klausuren und praktischen Prüfungen gilt das Risiko für Täuschungshandlungen der zu Prüfenden höher als bei Präsenzprüfungen.